# Aeroportul Malakal
Aeroportul Malakal (IATA: MAK, ICAO: HSSM) este un aeroport din Sudanul de Sud ce deservește zona Malakal. A fost numit după zona deservită.
Situat la o altitudine de 393 m, aeroportul dispune de o singură pistă.